# كنز قارون

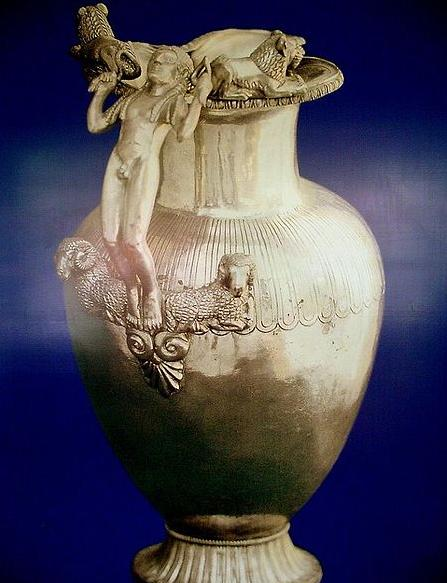
إبريق من كنز ليديا عُثر عليه بالقرب من أوشاك

كنز قارون هو الاسم الذي اُطلق على مجموعة من 363 تحفة ليدية ثمينة تعود إلى القرن السابع ق.م. وتأتي من ولاية اوشاق في غرب تركيا، وكانت موضوع معركة قانونية بين تركيا ومتحف متروپوليتان للفنون بنيويورك بين 1987-1993 والذين اُعيدوا إلى تركيا في 1993 بعد أن اعترف المتحف أنه كان يعرف أن التحف مسروقة عندما اشتروها. وتـُعرَف المجموعة كذلك باسم الخبيئة الليدية.
وهناك تعبير آخر يستعمل للإشارة إلى المجموعة وهو «خزانة كروسس». وبالرغم من أن التحف تأتي من أزمنة قريبة جداً لعهد كروسس، فإن ربطهم مباشرة بالملك الليدي الأسطوري من عدمه تبقى موضع جدال. وقد كان لثرة كروسس أصداء في عدد من الثقافات الآسيوية في عرق مشابه لشهرته في الحضارات الغربية، ويشار إليه إما باسم «قارون» (بالعربية، الفارسية) و (التركية، مالايو)، وقد ترددت الأبعاد الأسطورية لثروته، ففي اللغة الإنجليزية يوجد التعبير «ثري مثل كروسس as rich as Croesus». وهذا يشرح لماذا صار التعبير «كنز قارون» مضرب الأمثال، وفي كل الأحوال فإن كنز الملك كروسس كان يتألف من أكثر من 363 قطعة وغرفة المقبرة تيوميولس حيث عـُثر على معظم التحف (فإنهم ينبعون من مصادر قريبة ولكن مختلفة) وكانت لامرأة.